# Jamesbrittenia pallida
Jamesbrittenia pallida är en flenörtsväxtart som först beskrevs av Pilger, och fick sitt nu gällande namn av O.M. Hilliard. Jamesbrittenia pallida ingår i släktet Jamesbrittenia och familjen flenörtsväxter. Inga underarter finns listade i Catalogue of Life.